# Phalacrocidaris japonica
Phalacrocidaris japonica is een zee-egel uit de familie Cidaridae.
De wetenschappelijke naam van de soort werd in 1885 gepubliceerd door Ludwig Döderlein.